# Cantharellus lateritius
A Cantharellus lateritius é uma espécie de fungo comestível da família Cantharellaceae. A espécie tem uma história taxonômica complexa e passou por várias mudanças de nome desde sua primeira descrição pelo micologista americano Lewis David de Schweinitz em 1822. Os basidiomas do fungo são de cor amarela a laranja e, em geral, são bem visíveis no solo em que são encontrados. Na maturidade, o basidioma se assemelha a um funil cheio, com a superfície portadora de esporos ao longo das laterais externas inclinadas. A textura da superfície inferior fértil (himênio) dos píleos é uma característica distintiva da espécie por ser muito lisa.
A análise química revelou a presença de vários compostos carotenoides nos basidiomas. Encontrada na Ásia, África e América do Norte, a espécie forma relações ectomicorrízicas com as árvores.

## Taxonomia

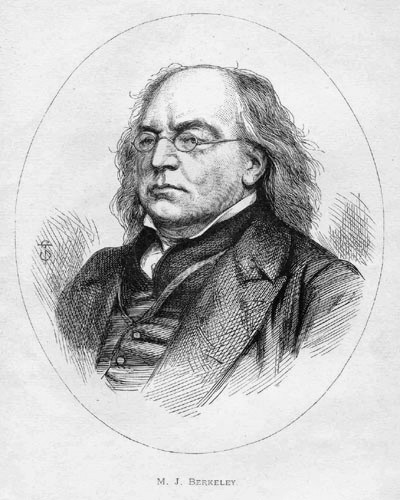
Berkeley é creditado com a autoria original da espécie.

A espécie foi descrita pela primeira vez na literatura científica como Thelephora cantharella pelo americano Lewis David de Schweinitz em 1822, com base em espécimes coletados em Ohio, EUA. Elias Magnus Fries posteriormente a transferiu para Craterellus em sua Epicrisis Systematis Mycologici de 1838. Em 1856, Miles Joseph Berkeley e Moses Ashley Curtis mencionaram o fungo em sua análise dos espécimes de Schweinitz, mas mudaram o epíteto específico, chamando-o de Craterellus lateritius. A motivação para a mudança de nome não é clara; Ronald H. Petersen, em uma publicação de 1979, sugere que Berkeley "aparentemente estava relutante em abrir mão de seu próprio nome para o organismo". Petersen sugere que Berkeley pode ter previsto a necessidade de evitar dar à espécie um tautônimo (uma situação em que o nome genérico e o epíteto específico são idênticos). No entanto, como Petersen indica, uma publicação futura torna essa explicação duvidosa: em 1873, Berkeley novamente se referiu à espécie usando o nome escolhido Craterellus lateritius e indicou uma localidade-tipo (Alabama) diferente da mencionada por Schweinitz. Petersen considera o nome de Berkeley como um nomen novum (novo nome), não uma nova espécie, pois Berkeley indicou claramente que achava que Craterellus lateritius era sinônimo de Thelephora cantharella de Schweinitz. Normalmente, nessas circunstâncias, o espécime de Schweinitz seria considerado o tipo, mas Petersen não conseguiu localizar o espécime original de Schweinitz e, portanto, de acordo com as regras de nomenclatura botânica, o epíteto de Berkeley tem precedência, pois é o nome publicado mais antigo que tem um holótipo associado.
Outro sinônimo é Trombetta lateritia, usado por Otto Kuntze em seu Revisio Generum Plantarum, de 1891. O micologista americano Rolf Singer transferiu-a para o gênero Cantharellus em 1951. O epíteto específico lateritius significa "semelhante a tijolo" e refere-se ao himênio liso.

## Descrição

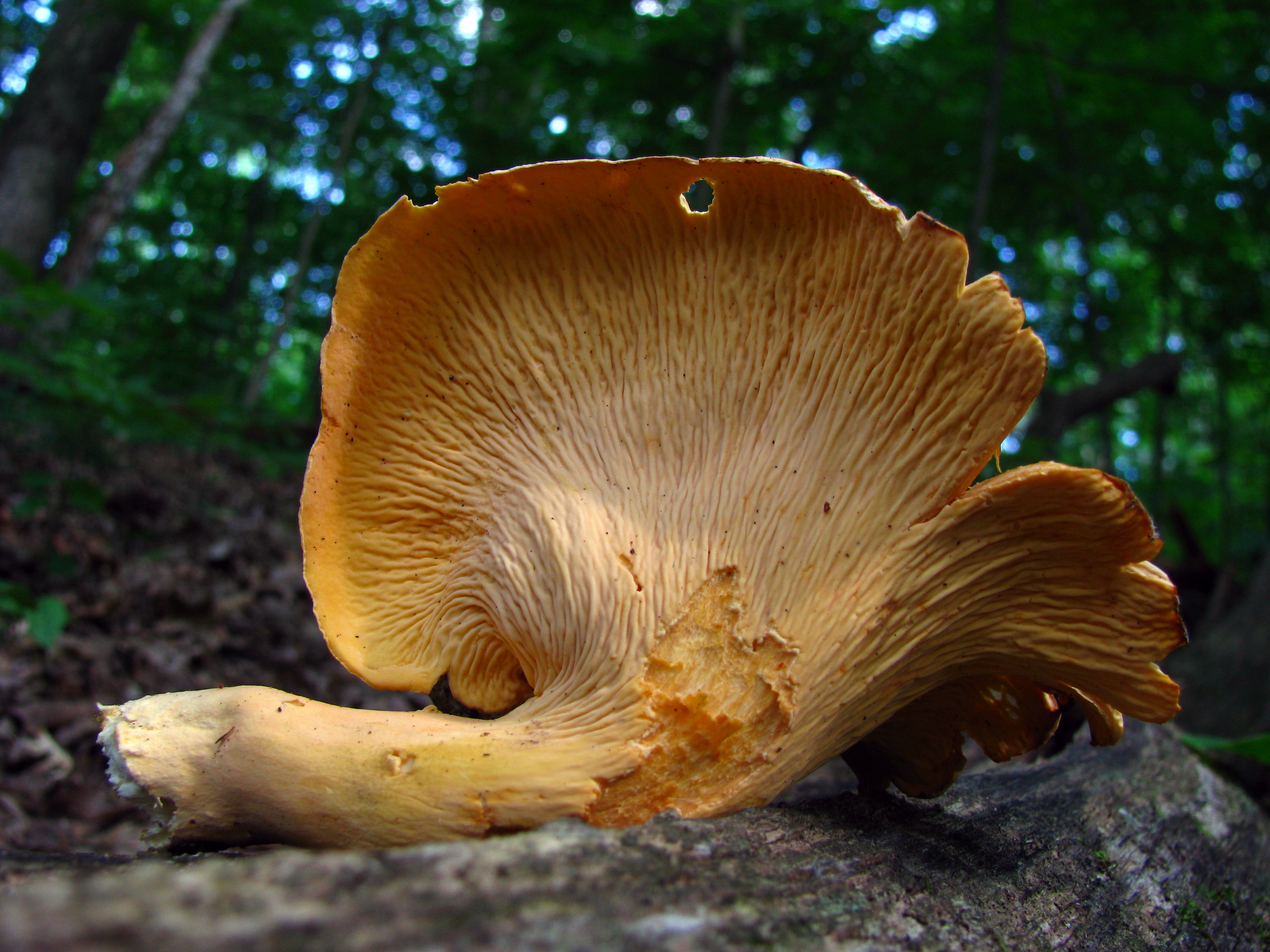
O himênio é inicialmente liso antes de desenvolver sulcos rasos semelhantes a veias na maturidade.

Os píleos normalmente variam entre 2 e 12 cm de diâmetro, com uma superfície superior achatada ou em forma de funil e uma margem ondulada. A superfície do píleo é seca, levemente tomentosa (coberta por uma camada de pelos finos) e de cor amarelo-alaranjada profunda e brilhante, com espécimes mais velhos ficando mais amarelos com a idade; as margens distintas do píleo são de um amarelo mais pálido, e normalmente se curvam para baixo em espécimes jovens. Os basidiomas podem atingir uma altura de 12 cm.
O himenóforo (a superfície portadora de esporos) é inicialmente liso e sem rugas, mas gradualmente desenvolve canais ou sulcos e o que parecem ser lamelas muito rasas, semelhantes a veias e com menos de 1 mm de largura; a cor é amarelo-claro e é contínuo com a superfície do estipe. O estipe é bastante rechonchudo e robusto, com 1,5 a 10 cm de comprimento e 0,5 a 2 cm de espessura, mais ou menos cilíndrico, afinando para baixo em direção à base (as vezes branca). Internamente, os estipes são recheados (preenchidos com micélios semelhantes a algodão) ou sólidos. Raramente, os basidiomas podem estar agrupados com estipes unidos na base; nesses casos, geralmente não há mais do que três estipes fundidos. A carne é sólida a parcialmente oca (as vezes devido a larvas de insetos), com uma cor amarela pálida; tem 0,5 a 0,9 cm de espessura.
Os esporos são lisos, com formato aproximadamente elipsoide, e têm dimensões típicas de 7-7,5 por 4,5-5 μm. Em depósito, como em uma esporada, os esporos são amarelo-alaranjados claros, enquanto que sob o microscópio eles são amarelados muito pálidos. As células portadoras de esporos - os basídios - têm 75-80 por 7-9 μm, 4-5-6 poros, ligeiramente em forma de taco e com uma parede nitidamente espessa na base. As fíbulas estão presentes nas hifas de todas as partes do basidioma.

### Compostos bioativos
Em um estudo de 1998, a composição de carotenoides dessa espécie foi comparada a várias outras espécies de Cantharellus, incluindo C. cibarus, C. cibarius var. amythysteus e C. tabernensis. O conteúdo de carotenoides entre as espécies foi "praticamente idêntico", compreendendo γ-caroteno, α-caroteno e β-caroteno. A única diferença significativa foi o fato de que a C. lateritius continha uma quantidade significativa de um caroteno não identificado que se acreditava ser um produto de decomposição do β-caroteno.

### Espécies semelhantes
A Cantharellus lateritius é mais rosada do que a C. cibarius, e tem uma carne mais espessa, além da superfície himenial mais lisa. A C. odoratus também tem aparência semelhante e se distingue por uma carne mais fina e um estipe oco. É necessária uma análise de microscopia ou de DNA para distinguir a C. flavolateritius.
O cogumelo venenoso "Jack O'Lantern",  Omphalotus olearius, é mais ou menos semelhante em estatura e cor, mas pode ser diferenciado da C. lateritius por suas lamelas verdadeiras com bordas bem definidas e crescimento em madeira em decomposição (embora a madeira possa estar enterrada no solo), geralmente em grandes grupos sobrepostos. A Craterellus odoratus também é semelhante.
Um autor considera que a C. lateritius provavelmente representa um complexo de espécies, incluindo "todos os chanterelles com um himenóforo completamente liso, cheiro doce e hifas com fíbulas".

## Habitat e distribuição

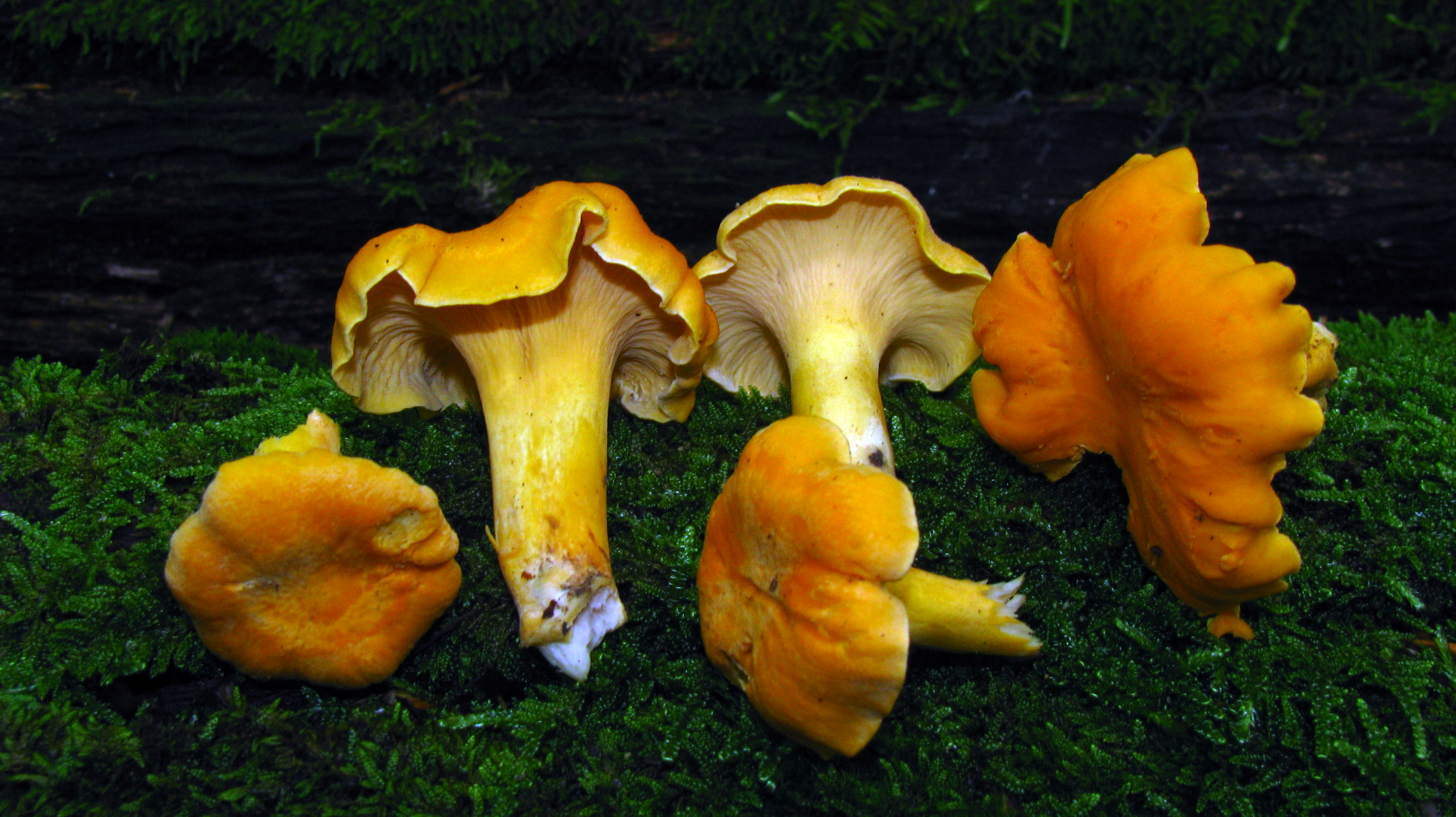
Espécimes ainda não totalmente maduros do Parque Estadual Strouds Run, Ohio

A Cantharellus lateritius é distribuída na América do Norte, na África, na Malásia, e no Himalaia (especificamente nas colinas de Almora, em Uttar Pradesh). Na América do Norte, ela aparece de junho a setembro, com sua área de distribuição nos Estados Unidos estendendo-se para o norte até Michigan e Nova Inglaterra.
Normalmente encontrada em crescimento solitário, em grupos ou em aglomerados sob árvores de madeira de lei, a espécie produz cogumelos no verão e no outono. Na região da Nova Inglaterra, nos Estados Unidos, o micologista Howard Bigelow observou que ela cresce em acostamentos de estradas, na grama, perto de carvalhos; também tem predileção por crescer em margens de riachos inclinados. Na Malásia, é encontrada crescendo no solo em florestas, principalmente sob espécies de Shorea (árvores de floresta tropical da família Dipterocarpaceae). O cogumelo C. lateritius foi relatado nos Ghats Ocidentais, Kerala, Índia, formando associação ectomicorrízica com espécies de árvores endêmicas como Vateria indica, Hopea parviflora, Diospyros malabarica e Myristica malabarica em florestas semiperenes a perenes.

## Comestibilidade
Como todas as espécies do gênero Cantharellus, a C. lateritius é comestível e, muitas vezes, recomendada. O odor lembra damasco e o sabor é suave, ou "moderadamente a levemente acre". Mas, na opinião de McFarland e Mueller, autores de um guia de campo para fungos comestíveis de Illinois, em comparação com o conhecido cogumelo C. cibarius, o C. lateritius é "em geral ... um tanto decepcionante quando comparado com seus parentes deliciosos".